# سكة غولد كوست

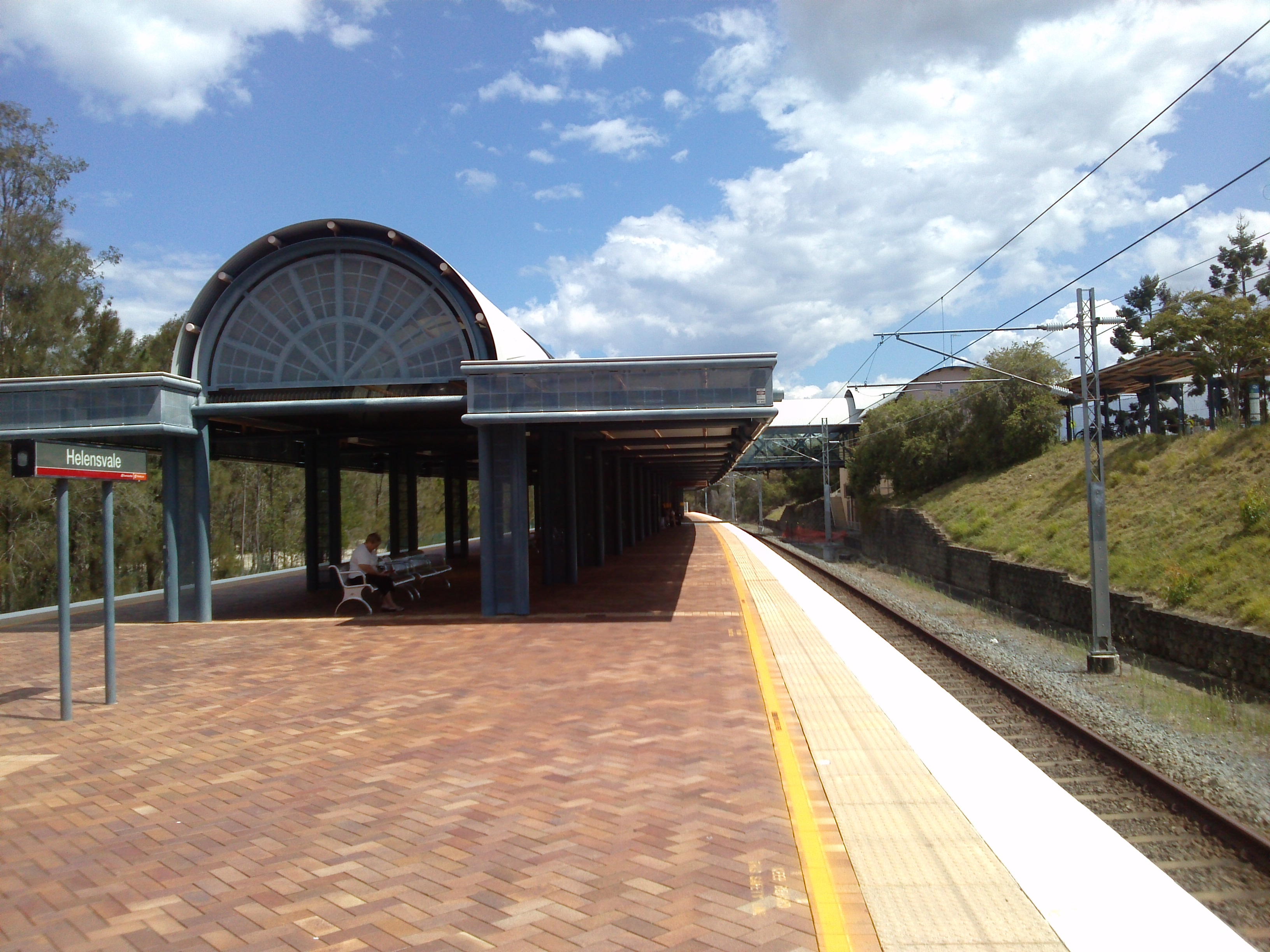
محطة سكة حديد Helensvale ، 2012

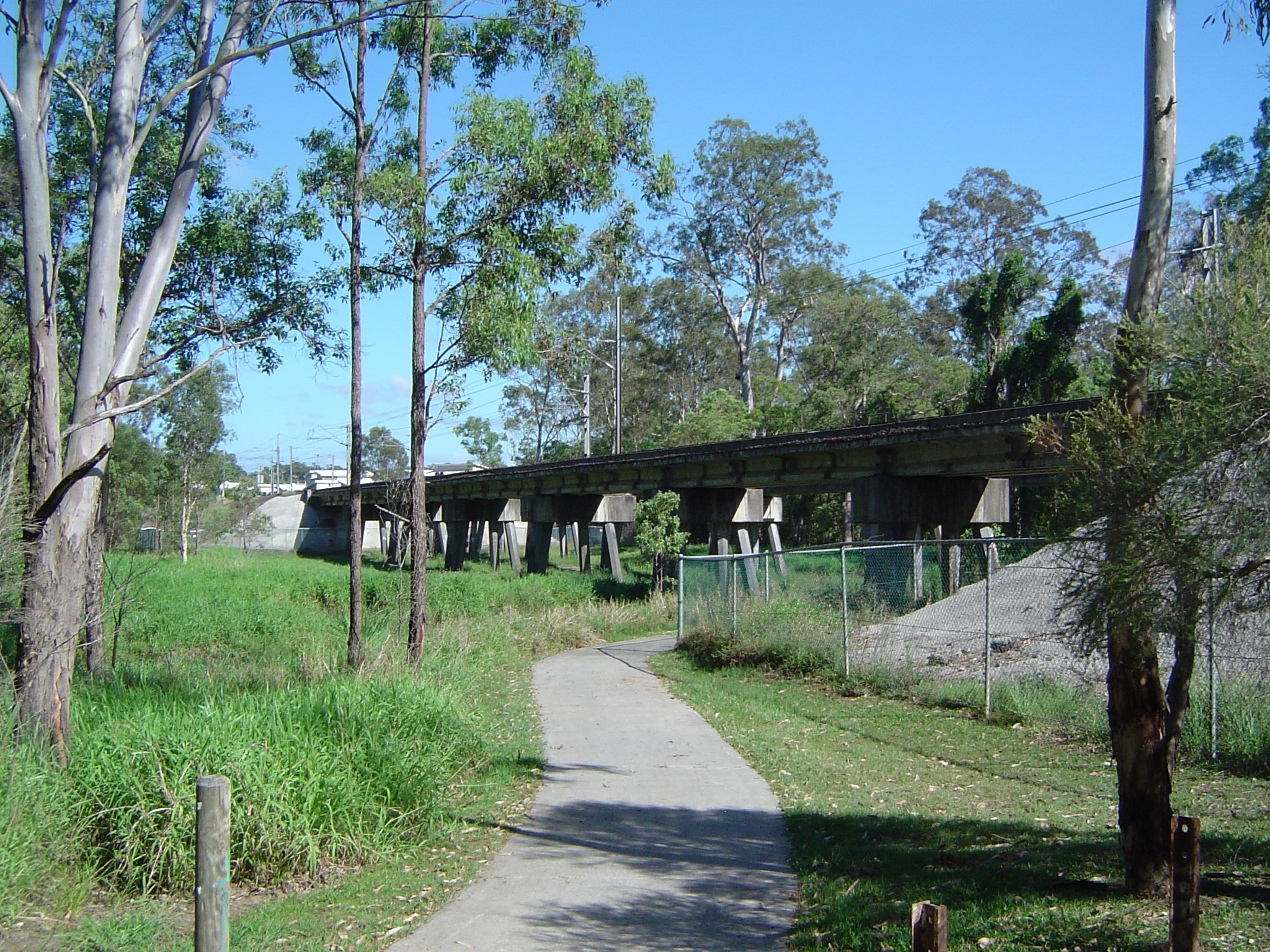
معبر سكربي كريك في كينغستون ، 2013

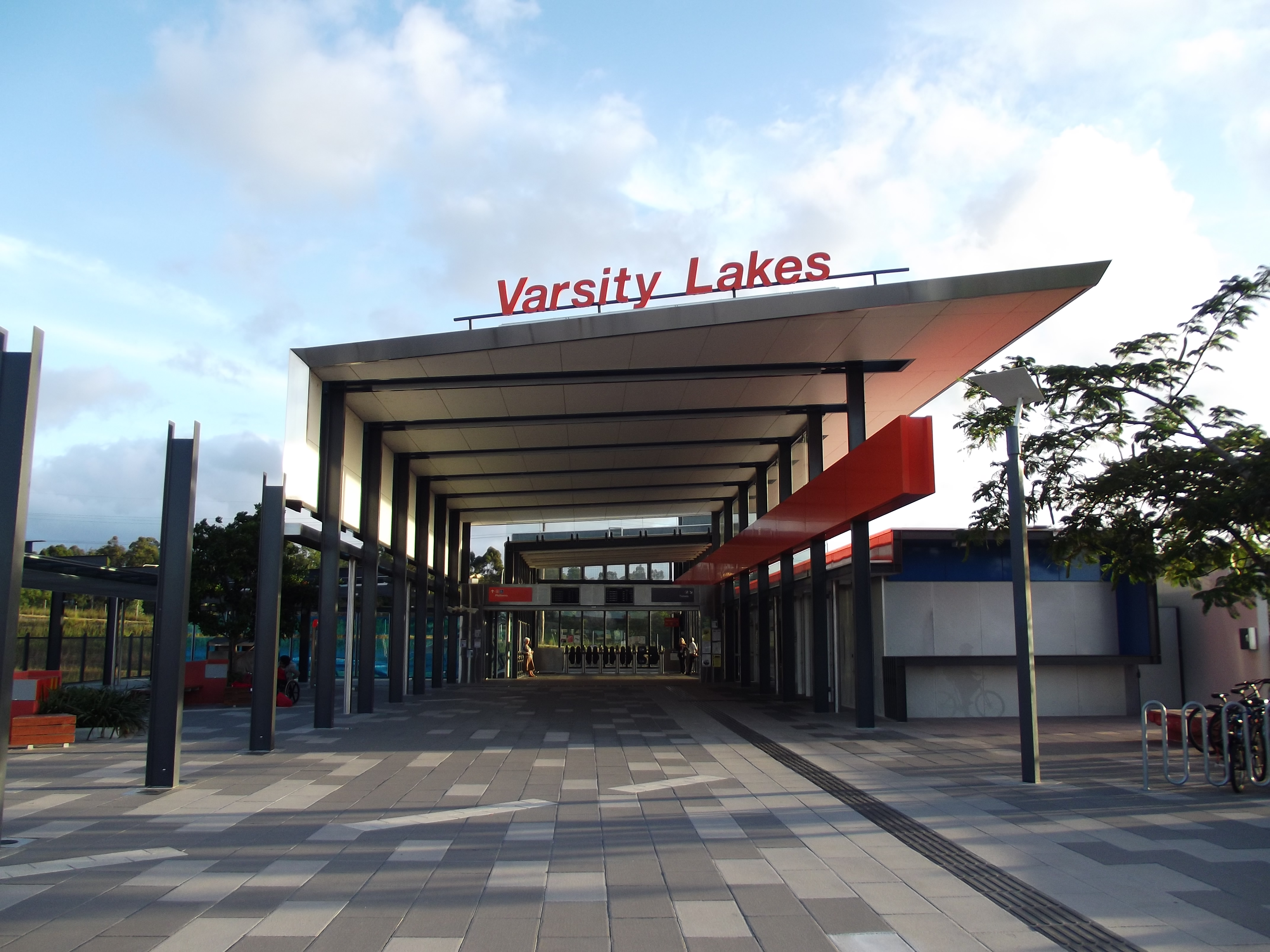
محطة سكة حديد Varsity Lakes هي نهاية الخط

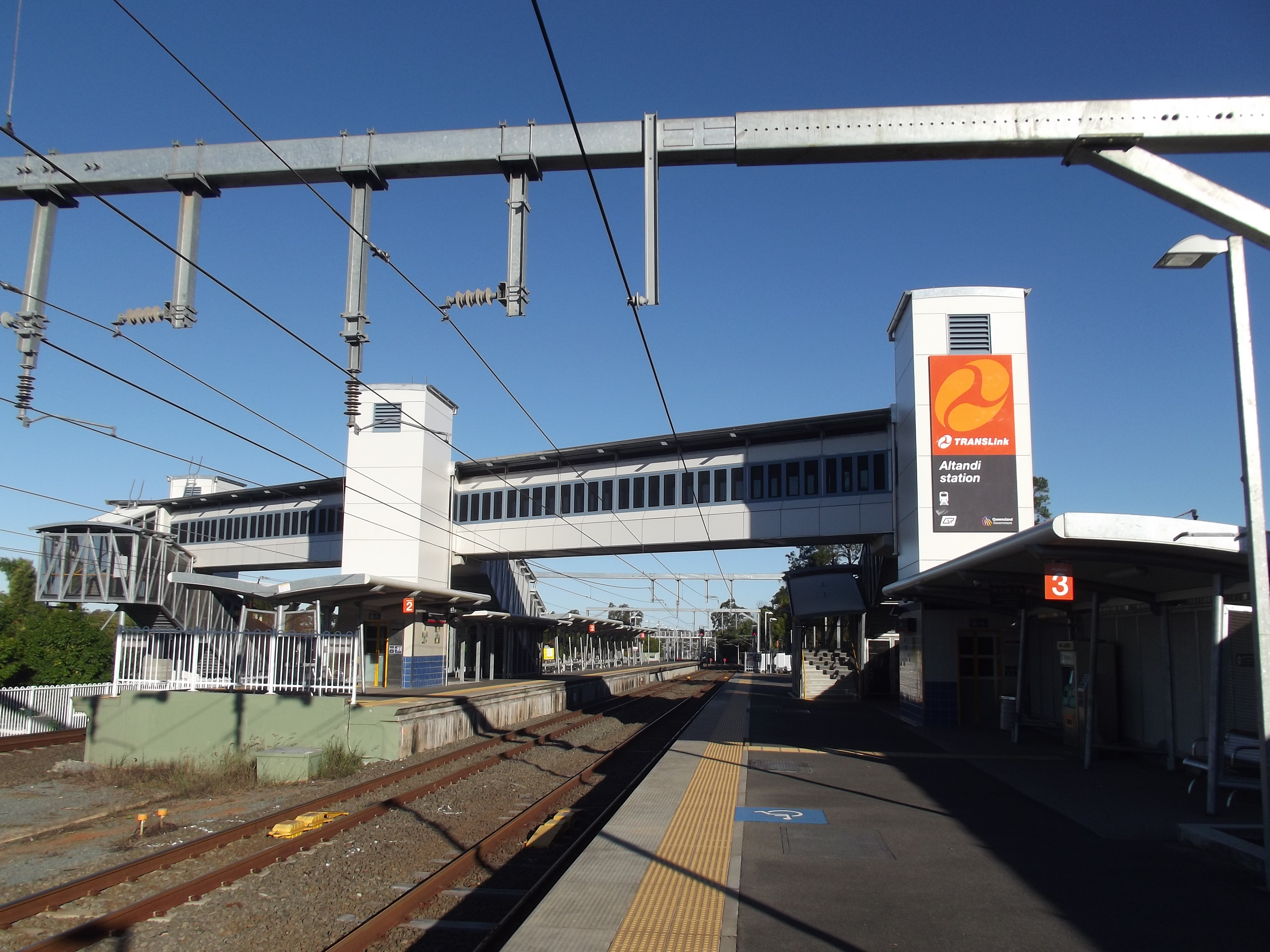
محطة سكة حديد Altandi هي المحطة الوحيدة غير الداخلية داخل مدينة بريسبان.

خط سكة جولد كوست هو خط سكك حديدية التي تديرها كوينزلاند السكك الحديدية في ولاية كوينزلاند ، أستراليا ، وربط بريسبان مع جولد كوست .

## التاريخ
افتتح خط بينلي للسكك الحديدية عام 1885  قبل أن يمتد كخط الساحل الجنوبي إلى ساوثبورت عام 1889. تم افتتاح خط فرعي إلى تويد هيدز ، نيو ساوث ويلز في عام 1903 مع قطارات الرحلات التي سافرت على الخط في 10 أغسطس 1903  وأول قطار ركاب يقوم بالرحلة من بريسبان في 14 سبتمبر 1903. بسبب تزايد شعبية السيارة ، والمصالح السياسية في النقل البري ، أغلق فرع تويد هيدز في عام 1961 وأغلق الخط من بينلي إلى ساوثبورت في عام 1964.
تم افتتاح خط سكة حديد جولد كوست الجديد بمحاذاة مختلفة من بينلي إلى هيلينزفيل في عام 1996 ، ونيرانج في عام 1997 ، وروبينا في عام 1998. في عام 2009 ، تم تمديد الخط إلى فارسيتي ليكس . هناك خطط لتمديد الخط إلى ايلانورا ومطار كولانغاتا بحلول عام 2031.
تم تشييد خطوط السكك الحديدية على خط جولد كوست بشكل تدريجي على مراحل كخط سكة حديد أحادي المسار . كان القسم الأخير من الخط الذي سيتم نسخه بين محطتي كوميرا و هيلينسفيل ، مع الانتهاء من العمل في أواخر عام 2017 ، والمسار الجديد يعمل في عام 2018.

## الطرق
خط سكة حديد جولد كوست (فارسيتي ليكس) هو امتداد لخط بينلي . تسافر القطارات بسرعة بين محطتي بارك رود و بينلاي ، مع محطات محدودة (حاليًا في التاندي و لوغانليا ) على خط سكة حديد بينلاي . خلال الأحداث في مركز كوينزلاند للرياضة وألعاب القوى ، تتوقف قطارات مطار جولد كوست ومطار بريسبان في محطة بانون . تمر معظم القطارات من جولد كوست عبر مطار بريسبان ، مما يسمح للسياح والسكان المحليين بالوصول إلى وجهات دولية أكثر من مطار جولد كوست الخاص .
قبل 20 يناير 2014 ، كانت الخدمات على خط جولد كوست تسافر سريعًا بين ساوث بانك وبينلي ، وتتوقف فقط في بارك رود ، كوبرز بلينز ولوغانليا خلال ساعات الذروة.

## خطط التمديد
تضمنت خطة وبرنامج جنوب شرق كوينزلاند للبنية التحتية لحكومة العمال بلي اقتراحًا لتمديد الخط إلى مطار كولانجاتا على مدى العقد المقبل أو نحو ذلك. وقد تم تضمين ذلك أيضًا في خطة البنية التحتية لحكومة العمال " SEQ2031".
تتوافق المحاذاة المقترحة مع طريق المحيط الهادئ السريع قبل المرور تحت عتبة المدرج 32 في مطار جولد كوست والدوران حول المحطة ، بالقرب من موقف سيارات المطار.
بموجب خطة وبرنامج جنوب شرق كوينزلاند للبنية التحتية ، تم اقتراح حجوزات للأراضي لمحطات تعبئة جديدة محتملة بين بينلي وأورمو (ياتالا هي المرشح الرئيسي) وفي بيمباما ، وكوميرا الشمالية ، وهلينزفال نورث ، وباركوود ، وميريماك على الخط الحالي.
تم اقتراح المزيد من التكرار الثلاثي شمال بينلي. وقد بلغت تكلفة تمديد الخط إلى المطار حوالي 2.8 مليار دولار.
تم الإعلان عن تمديد نظام السكك الحديدية الخفيفة G: link في أكتوبر 2015. بدءًا من محطة هلنسفل ، تم تمديد الخط إلى المحطة السابقة في مستشفى جامعة جولد كوست ، ويستمر الآن عبر الخط الذي تم بناؤه سابقًا إلى ساوثبورت و سرفرس بارادايس و برودبيتش. تم فتح التمديد في ديسمبر 2017 في الوقت المناسب لألعاب الكومنولث 2018 .

## تردد الخطوط و الخدمات
تردد الخدمة المعتاد على خط سكة حديد جولد كوست هو قطارين في الساعة ، ويزداد إلى ستة قطارات في الساعة في فترات الذروة. تعمل خدمات جولد كوست بشكل عام بين محطة سكة حديد بينلي ومحطة سكة حديد بارك رود ، مع توقف في محطة لوجانليا ومحطة ألتاندي . تستغرق الرحلة النموذجية بين فارسيتي ليكس ومدينة بريسبين حوالي 79 دقيقة (إلى الوسط ).
تستمر معظم الخدمات بشكل عام كخدمة ايرترين إلى مطار بريسبان ، وتتوقف في المحطات الدولية والمحلية .
الركاب / من بينلاي تغيير خط في أي بينلاي، لوغانليا أو التاندي، كليفلاند خط في شارع بارك، ايبسويتش / روزوود خطوط / سبرينغفيلد في شارع روما، فيرني غروف في بوين هيلز وجميع خطوط متجه شمالا أخرى في النسر مفرق.
تم الكشف عن أوجه القصور من خلال ارتفاع عدد الركاب بشكل غير متوقع أثناء بناء الطريق السريع باسيفيك ، والذي تفاقم بسبب تمديد الخدمة إلى مطار بريسبان في حين فشل في توفير أمتعة الركاب الإضافية. تم فقدان المزيد من المقاعد وسعة الأمتعة بسبب إعادة تجهيز العربات وفقًا لمتطلبات الوصول للمعاقين. قبل ترقية عام 2010 في خدمات الذروة ، كان على العديد من ركاب ساعات الذروة سابقًا الوقوف لمدة 70 دقيقة.
في عام 2010 ، وجد أن الخدمات على الخط هي الأكثر تأخرًا في الولاية. نتجت التأخيرات عن عدد من العوامل بما في ذلك فشل الإشارة وظروف الطقس القاسية.